# Baruque

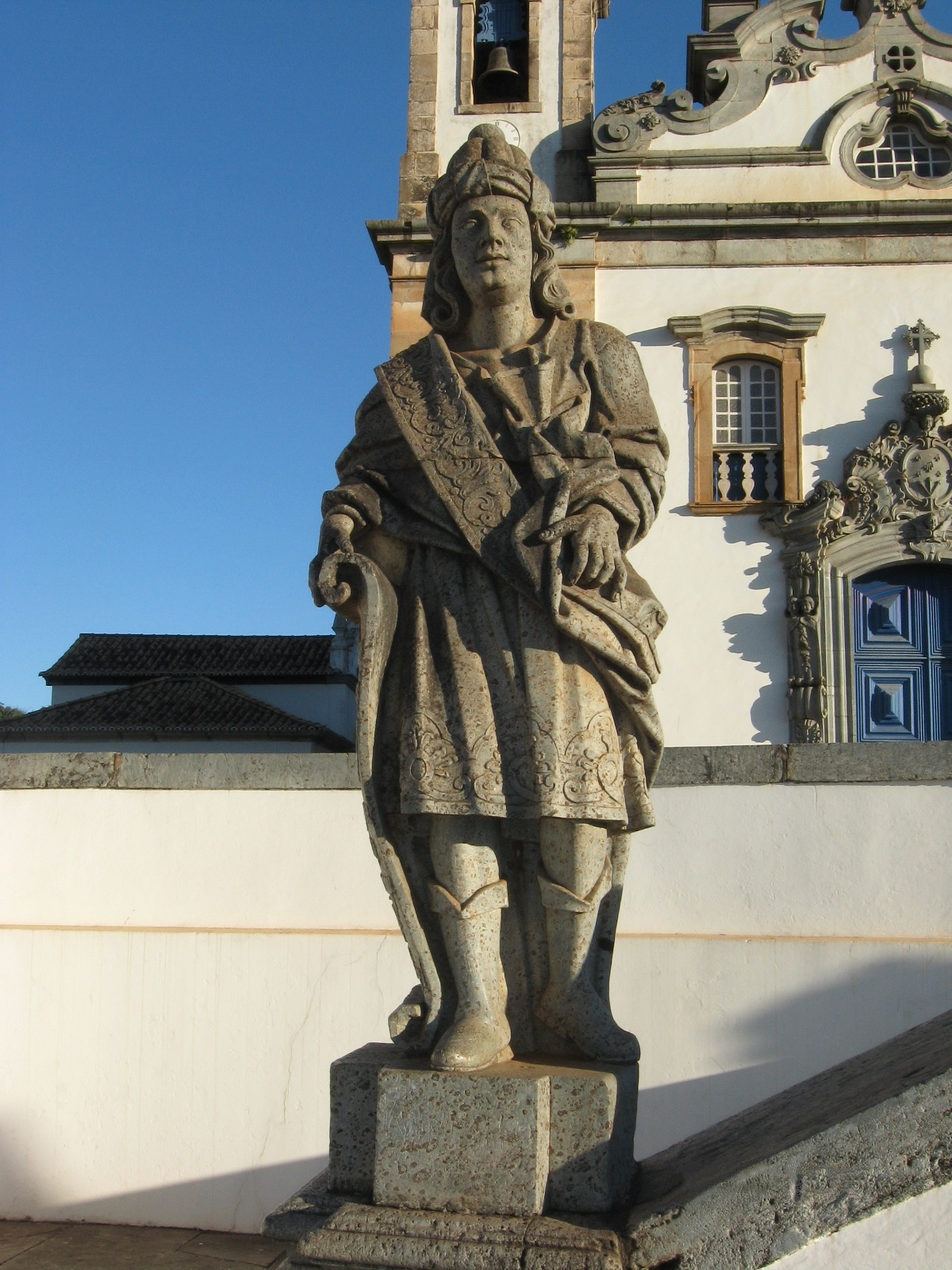
Estátua de Baruque em pedra-sabão, por Aleijadinho, em Congonhas, Minas Gerais, século XVIII

Baruque bem Neriá (em hebraico: ברוך בן נריה; romaniz.: Bārūḵ ben Nêrîyāh) ou Baruque, filho de Nerias, foi um funcionário babilônico e profeta bíblico que foi um homem erudito, de família nobre, alto funcionário da administração babilônica na Judeia, que trabalhou como secretário de Jeremias durante o Exílio do Povo Israelita em Babilônia.
É também o nome de um dos 7 livros deuterocanônicos presentes na Bíblia da Igreja Católica e das Igrejas Ortodoxas). O protestantismo o considera apócrifo. A autoria é atribuída ao próprio Baruque.

## Biografia
Filho de Nerias, irmão de Seraías, amigo e secretário do profeta Jeremias (Jr 36,4 ss). Era homem erudito, de nobre família (Jr 51,59 ss), tendo servido fielmente ao profeta. Pelas instruções de Jeremias, escreveu Baruque as profecias daquele profeta, comunicando-as aos príncipes e governadores. E um destes foi acusar de traição o escrevente e o profeta Jeremias, mostrando ao rei, como prova das suas afirmações, os escritos, de que tinham conseguido lançar mão. Quando o rei leu os documentos, foi grande o seu furor. Mandou que fossem presos os dois, mas eles escaparam. Depois da conquista de Jerusalém pelos babilônios (586 a.C.), foi Jeremias bem tratado pelo rei Nabucodonosor II - e Baruque foi acusado de exercer influência sobre Jeremias a fim de não fugirem para o Egito (Jr 43,3). Mas, por fim, foram ambos compelidos a ir para ali com a parte remanescente de Judá (Jr 43,6). Durante o seu encarceramento deu Jeremias a Baruque o título de propriedade daquela herdade que tinha sido comprada a Hanameel (Jr 32,8-12).